# Halvdan Koht
Halvdan Koht, född 7 juli 1873 i Tromsø, död 12 december 1965, var en norsk historiker och politiker. Han var professor vid Oslo universitet 1910-1935, Norges utrikesminister 1935-1941, vilket han från 1940 var i den norska exilregeringen under andra världskriget och inte i det styre som leddes av Vidkun Quisling. Han var far till Åse Gruda Skard.

## Historikern
Halvdan Koht studerade bland annat för Kristian Erslev i Köpenhamn och Karl Lamprecht i Leipzig. Koht spänner över många områden i sin historiska produktion. Han var utbildad i modern källkritik och en av de första historiematerialisterna bland historikerna i Norden. Centralt i hans historieskrivning är klasskampen och att han såg underklassens kamp som drivkraften för samhällsförändring. Sina medeltidshistoriska arbeten samlade han i Inhogg og utsyn i norsk historie (1921). Kohts huvudarbete gällde dock nyare tid: Johan Sverdrup (1-3, 1918-25). Hans politiska engagemang kommer till uttryck både i arbetet Norsk bondereising (1926) och i arbeten om socialdemokratin och arbetarrörelsen. Efter andra världskriget skrev Koht serien Kriseår i norsk historie (1-6, 1950-59) och gav ut en samling viktiga artiklar, På leit etter liner i historia (1953). 
Koht var tidigt och intensivt engagerad i det internationella historikersamarbetet, och flera av hans arbeten översattes till engelska och spreds över världen. 

## Politikern
Koht var engagerad i internationell fredspolitik 1900 och under första världskriget. Koht var politiskt radikal och enrollerade sig i Arbeiderpartiet. Han drev framgångsrikt kommunalpolitik i sin hemkommun Bærums kommun men gjorde sin viktigaste politiska insats som utrikesminister. Kohts utrikespolitik var präglad av hans starka intresse för fredsrörelsen och för Nationernas förbund. När dess aktioner för Etiopien misslyckades 1935 började han misstro NF:s möjligheter att bevara freden och sökte hålla Norge utanför internationella aktioner genom en systematisk neutralitetspolitik. Koht underskattade uppenbarligen Hitler-Tysklands aggressivitet och överraskades av angreppet den 9 april 1940. Själv följde Koht med den övriga regeringen till London men avgick snart som utrikesminister. Hans politik prövades av Undersøkelseskommisjonen efter kriget och har också senare kritiserats. Kohts försvar för den förda politiken framlades i flera skrifter 1947-57.